# Tsubata
Tsubata (Japans: 津幡町, -machi) is een Japanse gemeente in het district Kahoku van de prefectuur Ishikawa.
In 2003 telde de gemeente 35.467 inwoners. De bevolkingsdichtheid bedraagt 321,14 inw./km². De oppervlakte van de gemeente is 110,44 km².